# 奧地利地理

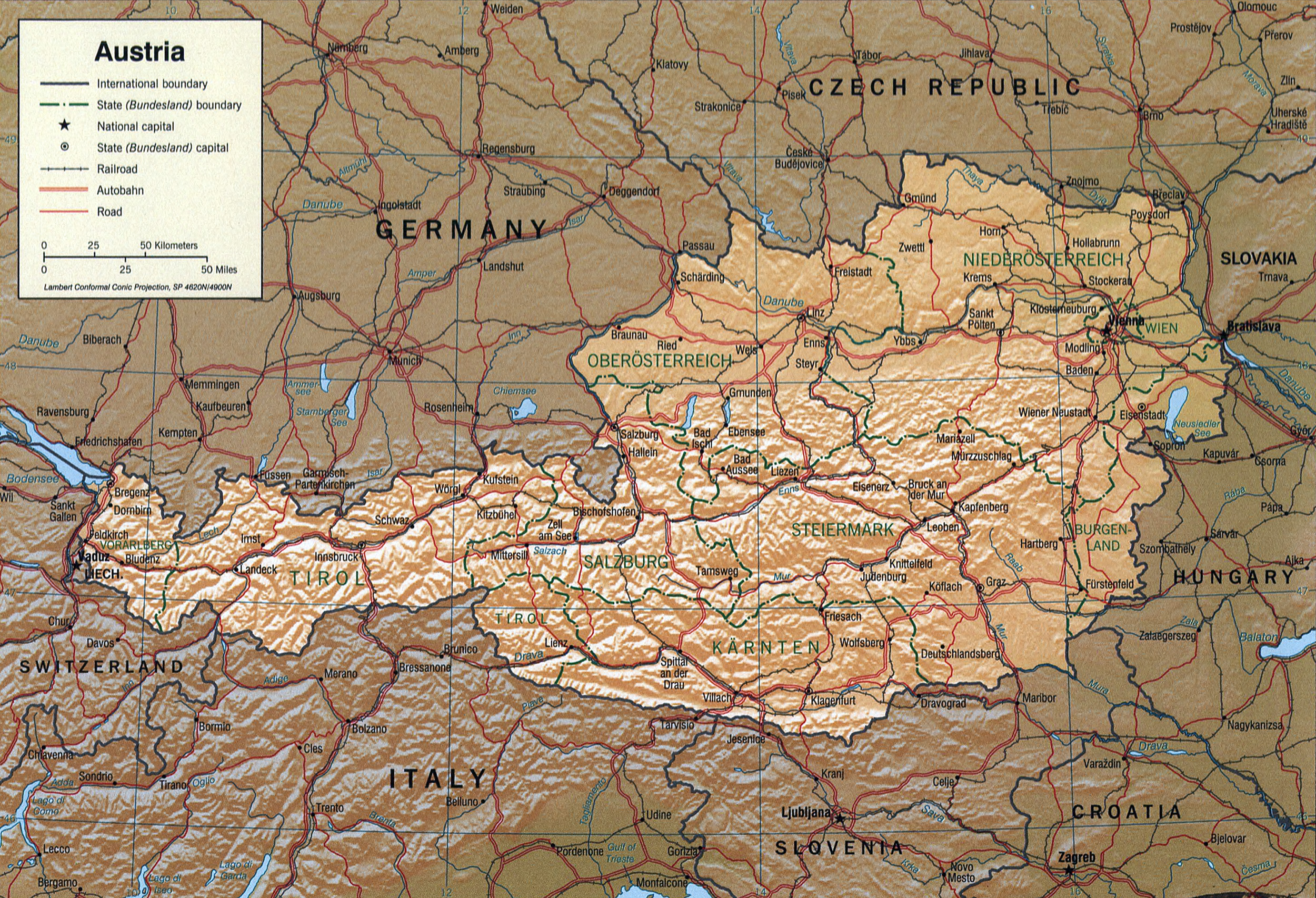
奧地利地图

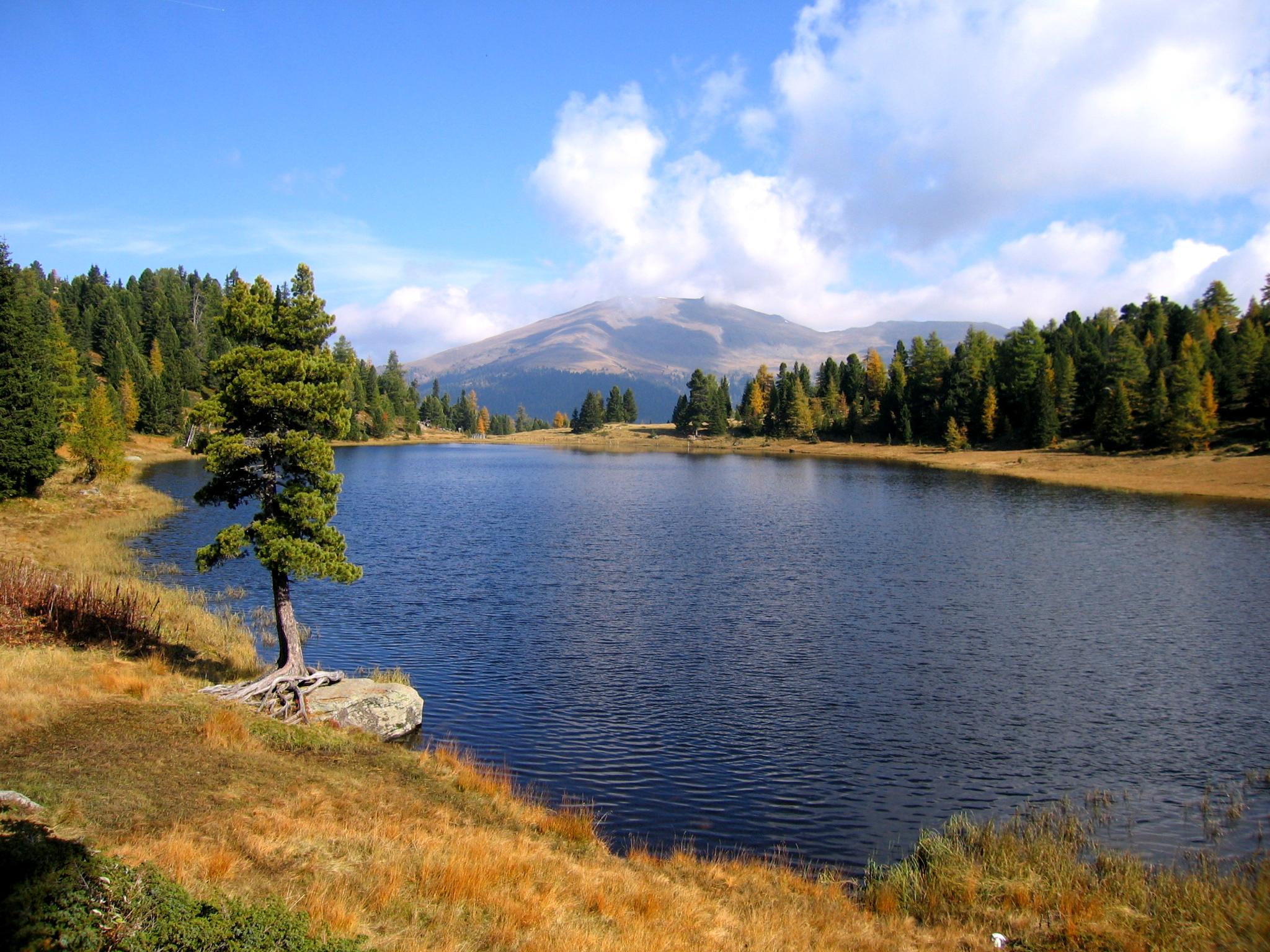
奧地利黑湖

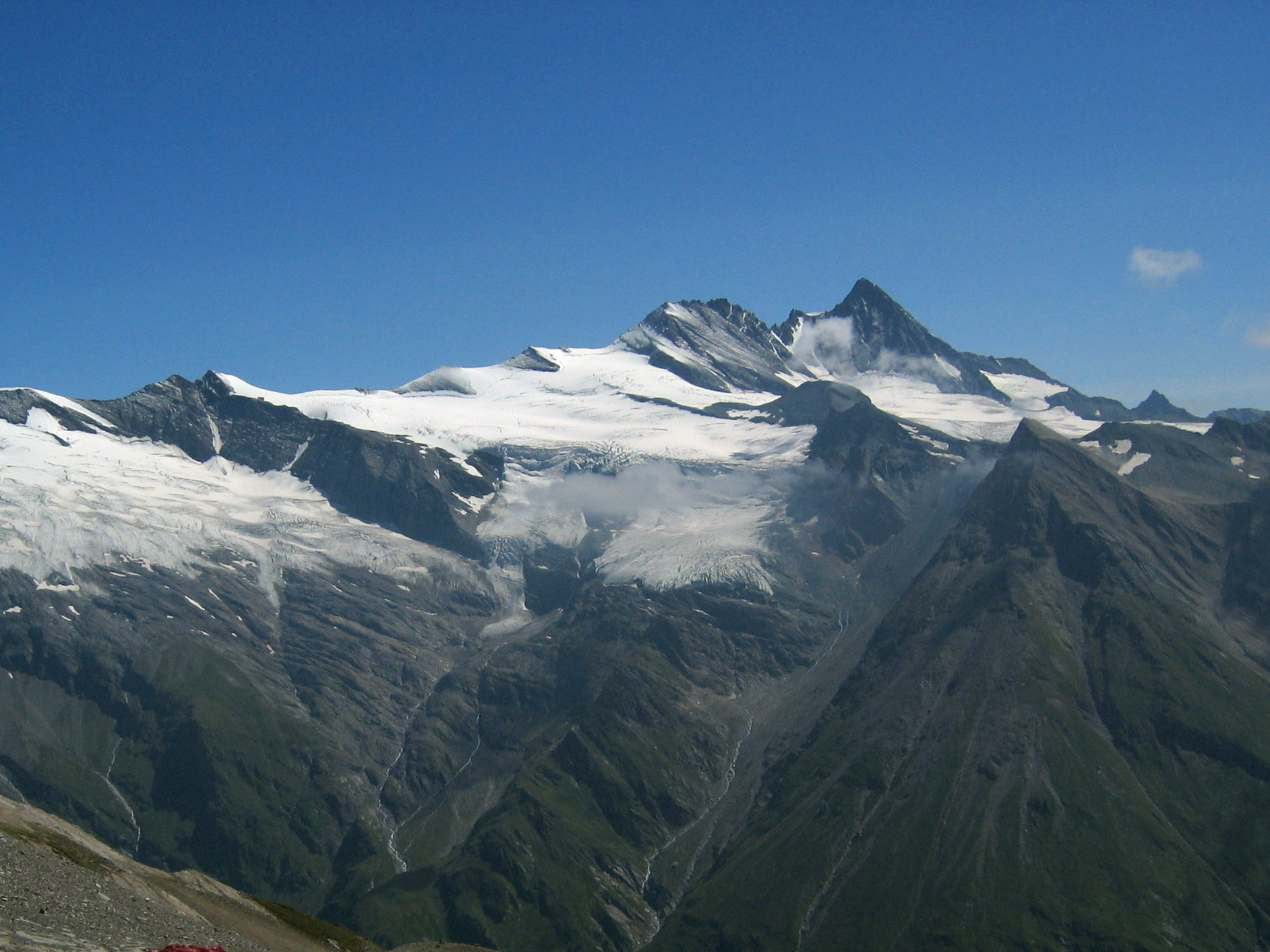
大格洛克納山

奧地利是位於中歐的一個多山小國。奧地利國土面積83,869km²，大約相當於兩個瑞士的大小。奧地利是一個內陸國，與瑞士、列支敦士登、德國、捷克、斯洛伐克、匈牙利、斯洛維尼亞和義大利陸上接壤。奧地利全國被分為9個聯邦州，包括了布爾根蘭州、克恩顿州、下奧地利州、上奧地利州、萨尔茨堡州、施泰爾馬克州、蒂羅爾州、福拉爾貝格州、維也納州。
奥地利地勢西高東低，阿尔卑斯山贯穿奥地利的西部和南部，这使得奥地利成为著名的冬季运动胜地。山地占國土面積的70%。山脉南北兩側是石灰岩帶，中央是結晶岩帶。最高峰为大格洛克納山，海拔3798米。東北部是維也納盆地，东南部和北部为丘陵地型及高原。多瑙河流經東北部，在境內長350千米。南部有穆爾河和德拉瓦河，西部則有因河和薩爾察赫河等。奥地利大部分地區處於溫帶海洋性氣候和溫帶大陸性氣候過渡區內，气候温和，冬季寒冷、夏季凉爽。
首都为坐落于多瑙河边的维也纳。其它主要城市包括萨尔茨堡、因斯布鲁克、格拉茨和林茨等。